# أنطوانيت بيكر
أنطوانيت بيكر (بالفرنسية: Antoinette Becker)‏ هي مترجمة ومؤلفة فرنسية وألمانية، ولدت في 5 أبريل 1920 في ستراسبورغ في فرنسا، وتوفيت في 29 أغسطس 1998 في برلين في ألمانيا.